# Ниобийдиплатина
Ниобийдиплатина — бинарное неорганическое соединение
ниобия и платины
с формулой Pt2Nb,
серые кристаллы.

## Получение
- Спекание стехиометрических количеств чистых веществ:

{\displaystyle {\mathsf {Nb+2Pt\ {\xrightarrow {1990^{o}C}}\ Pt_{2}Nb}}}

## Физические свойства
Ниобийдиплатина образует кристаллы
ромбической сингонии,
пространственная группа I mmm,
параметры ячейки a = 0,2801 нм, b = 0,8459 нм, c = 0,3951 нм, Z = 2
структура типа диплатинамолибдена MoPt2

Соединение образуется по перитектическиой реакции при температуре 1990°С .